# Steinbruch Deilbachtal

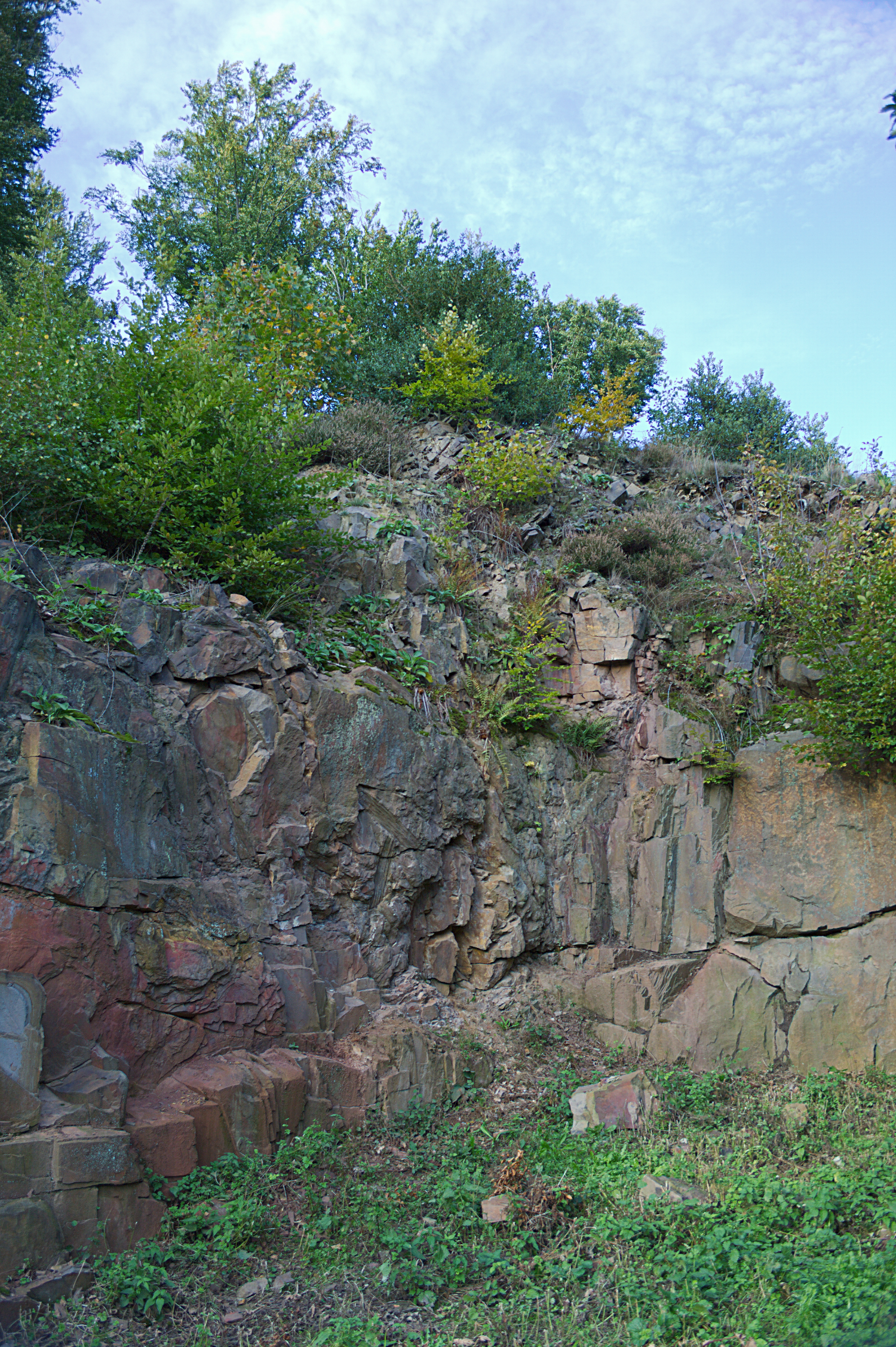
Steinbruch Deilbachtal, 2010

Der Steinbruch Deilbachtal ist ein geologischer Aufschluss an der Nierenhofer Straße zwischen Kupferdreh und Byfang in Essen im Tal des Deilbachs. Der Steinbruch wurde als Naturdenkmal Nr. 66 Geologischer Aufschluss ausgewiesen.
Es handelt sich um einen ehemaligen Sandsteinbruch, in dem Finefrau-Sandstein aus dem Oberkarbon gewonnen wurde. Es sind zahlreiche Fossilien erkennbar. Es handelt sich um ehemalige Drifthölzer im Finefrau-Strom. Zur damaligen Vegetation zählten Schuppenbäume, Siegelbäume und Schachtelhalme.
Der Steinbruch ist ein Schaupunkt der Museumslandschaft Deilbachtal.